# Такацукаса, Нобусукэ
Нобусукэ Такацукаса (鷹司 信輔, Takatsukasa Nobusuke, 1890—1959) — японский политик эры Мэйдзи и орнитолог, герцог (до 1947 года), доктор наук (с 1943). Сын Хиромити Такацукаса, брат Нобухиро, отец Тосимити. Был членом Палаты пэров Парламента Японии.

## Биография
В молодости Нобусукэ любил коллекционировать насекомых, но затем заинтересовался птицами и стал изучать орнитологию. Окончил Императорский университет Токио, но бросил обучение в аспирантуре, будучи назначен принцем Титибу и Такамацу.
В 1912 году он основал Орнитологическое общество Японии вместе с Исао Иидзимой и его братьями Нагамити Курода и Сейносуке Утида под председательством профессора Иидзима. В 1922 году, после смерти Иидзимы, он стал вторым президентом Орнитологического общества Японии (-1946).
В 1944 году стал священником и с 1946 руководил Ассоциацией синтоистских святилищ. После отмены системы Казоку в 1947 не занимал государственных должностей.
Скончался от рака печени. После него осталось около 10 000 неопубликованных рукописей.